# タカサキケイイチ
タカサキ ケイイチは、漫画家、イラストレーター。主に、ゲイ雑誌を作品発表の場としている。
作品の多くはゲイの若者を主人公とし、モノローグ形式によってゲイの姿を描きだすスタイルを特徴としている。ゲイの生活や感情を描くにあたって、性や恋愛といった要素だけなく、社会的地位・経済状況を含めた生活環境や、そこから生じる葛藤をも描写する。
2004年の東京国際レズビアン&ゲイ映画祭では、自身が監督・脚本・作画を担当したCGアニメーション作品「199X年の必殺技」を発表した（ Queer Boys and Girls on the SHINKANSEN ）。